# Harry el Fort
Harry el Fort (títol original en anglès Magnum Force) és una pel·lícula estatunidenca de 1973, del gènere policíac, dirigida per Ted Post. Protagonitzada per Clint Eastwood, Hal Holbrook, Mitchell Ryan, David Soul, Felton Perry, Robert Urich i Tim Matheson en els papers principals. És el segon film de la sèrie de cinc, que tenen com a personatge principal a l'inspector Harry Callahan i el seu Smith & Wesson Model 29. El guió fou escrit per John Milius i Michael Cimino. La música és de Lalo Schifrin. Ha estat doblada al català.

## Argument
A San Francisco, un cèlebre mafiós, Rica, és indultat per falta de proves. Tot seguit, quan entrava a casa seva en companyia del seu advocat, el mata un motorista de la policia. L'inspector Callahan, que ha estat tret de la brigada criminal pels seus mètodes brutals, hi fica el nas juntament amb el seu col·lega Early Smith. El tinent Briggs els fa fora sense miraments. L'endemà, novament, un motorista de la policia tira una bomba a la piscina de la casa d'un mafiós i metralla tots els que hi havia. Les execucions continuen i Harry, que sospita que hi ha una organització secreta en el si de la policia, pot tornar a la brigada criminal.

## Repartiment
- Clint Eastwood: Harry Callahan, Inspector d'homicidis de la Policia de San Francisco (SFPD)
- Hal Holbrook: Neil Briggs, Inspector d'homicidis de la SFPD
- David Soul: oficial de trànsit de la SFPD John Davis
- Tim Matheson: oficial de trànsit de la SFPD Phil Sweet
- Kip Niven: oficial de trànsit de la SFPD Alan "Red" Astrachan
- Robert Urich: oficial de trànsit de la SFPD Mike Grimes
- Felton Perry: Inspector Earlington "Early" Smith
- Mitchell Ryan: oficial de trànsit de la SFPD Charlie McCoy
- Margaret Avery: la prostituta
- Bob McClurg: el taxista
- John Mitchum: Inspector Frank DiGiorgio
- Albert Popwell: J.J. Wilson
- Richard Devon: Carmine Ricca
- Christine White: Carol McCoy
- Tony Giorgio: Frank Palancio
- Jack Kosslyn: Walter
- Bob March: Estabrook
- Adele Yoshioka: Sunn